# Fuentes de Ayódar
Fuentes de Ayódar es un municipio de la provincia de Castellón perteneciente a la Comunidad Valenciana, España. Forma parte de la comarca del Alto Mijares. Cuenta con una población de 95 habitantes (INE 2024). Se trata de un municipio hispanófono, en el que el español cuenta con el predominio lingüístico reconocido legalmente.

## Geografía
Se encuentra enclavado en los contrafuertes septentrionales del parque natural de la Sierra de Espadán.
El núcleo urbano se asienta de manera escalonada junto a la rambla de Ayódar y se encuentra a una altitud de 505 metros.
Gran parte de su término se halla poblado de grandes extensiones de bosque en donde las especies predominantes son los pinos, alcornoques y encinas. Así, 694 hectáreas del término municipal están ocupadas por extensiones boscosas y 306 por superficies de cultivos, prados y pastos.
Durante la mayor parte del año las temperaturas medias presentan unos valores que permiten un adecuado disfrute del ecosistema en el que se configura el término municipal. Únicamente suele haber días fríos en la temporada invernal, que de todas maneras, no suelen ser numerosos.
Las lluvias se producen con una gran irregularidad, estableciéndose fuertes contrastes entre los años de abundancia y otros de acusada sequía.
Desde Castellón de la Plana se accede a esta localidad a través de la CV-20 tomado luego la CV-223 y posteriormente la CV-205.

### Localidades limítrofes
Cirat, Torralba del Pinar, Ayódar, Espadilla y Torrechiva todas de la provincia de Castellón.

## Historia
Es uno de los cuatro pueblos que forman la Baronía de Ayódar; perteneció inicialmente al rey moro de Valencia Zayd Abu Zayd. Después de la expulsión de los moriscos en 1609, se repobló con familias de Godella decretándose la carta puebla el 17 de septiembre de 1611, siendo el señor de la baronía Don Cristóbal Funes.

## Administración
| Periodo   | Nombre             | Partido |
| --------- | ------------------ | ------- |
| 1979-1983 | Ernesto Sales      |         |
| 1995-1999 | Jordi Lucena Lucas | PP      |
| 1999-2003 | Jordi Lucena Lucas | PP      |
| 2003-2007 | Jordi Lucena Lucas | PP      |
| 2007-2011 | Jordi Lucena Lucas | PP      |
| 2011-2015 | Jordi Lucena Lucas | PP      |
| 2015-2019 | Jordi Lucena Lucas | PP      |
| 2019-2023 | Jordi Lucena Lucas | PP      |

## Demografía
Fuentes de Ayódar cuenta con una población de 95 habitantes (INE 2024).
| Gráfica de evolución demográfica de Fuentes de Ayódar entre 1842 y 2021                                             |
| |
| Población de derecho según los censos de población del INE Población de hecho según los censos de población del INE |

| 1990 | 1992 | 1994 | 1996 | 1998 | 2000 | 2002 | 2004 | 2005 | 2019 |
| ---- | ---- | ---- | ---- | ---- | ---- | ---- | ---- | ---- | ---- |
| 86   | 80   | 86   | 98   | 105  | 110  | 105  | 95   | 101  | 87   |

## Economía
La agricultura ha pasado a tener un papel claramente secundario, aunque su porcentaje todavía es relativamente importante, aunque la mayor parte de la población activa está dedicada al sector servicios, el 40,9%, fundamentalmente impulsado por el turismo interior. Los negocias actuales son un hotel rural, un bar y una farmacia. Para las épocas estivales el pueblo cuenta con una piscina municipal.

## Monumentos

### Monumentos religiosos
- Iglesia parroquial de San Roque. Construida entre los siglos XVII y XVIII. Es una iglesia de nave única con capillas laterales entre contrafuertes, bóveda de cañón con arcos fajones en el interior y cubierta a dos aguas en el exterior, con testero plano. Dispone de coro a la entrada de la iglesia. De estilo barroco desornamentado, durante la guerra civil española, sufrió algunos ataques que destruyeron algunas partes, como los altares laterales.

### Monumentos civiles
- Lagar del Cubo. Antiguo lagar de grandes dimensiones para la elaboración del vino. Fue construido en el siglo XIV. De estructura de planta cuadrangular, construida mediante la técnica de tapial o encofrado de mortero. Es curiosa la presencia de un lagar con esta cronología y en este lugar, que al igual que los pueblos vecinos, no tuvo Carta de Población tras la Conquista y continuó habitado por musulmanes. La curiosidad viene dada porque el libro sagrado de los musulmanes, el Corán, prohíbe convertir la uva en vino. Es por esta razón, que es posible que los musulmanes españoles no cumplieran fielmente dicho precepto. También es posible que las exigencias feudales de esta época motivaran esta producción.
- Molino de trigo. Se ignora su fecha exacta de construcción, aunque parece ser de época morisca. En la Carta-Puebla de 1611 se hace referencia al mismo.
- Necrópolis islámicas. Se han encontrado estos yacimientos en el casco urbano.

## Lugares de interés
- Lentisco monumental de la Masadica. La edad estimada del ejemplar es de 200 años. Posee una altura de 3,50 m y el diámetro de la copa es el siguiente: norte-sur: 10 m y este-oeste: 5 m Enraíza en un muro. El árbol está catalogado como notable y singular. Es un auténtico monumento natural. Se trata del lentisco de mayores dimensiones de la Comunidad Valenciana.

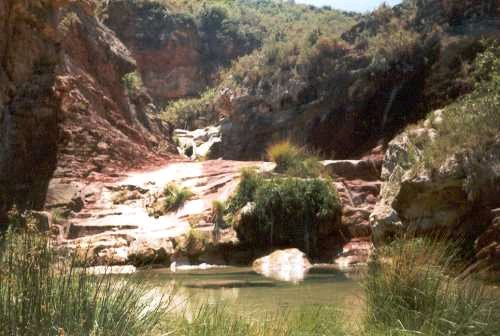
Río Chico.

- Río Chico. La presencia de este río otorga a la localidad un importante atractivo turístico. El río presenta un caudal, más o menos estable, a lo largo de todo el año. Este recurso es aprovechable durante todas las estaciones del año; pero en verano es un lugar ideal para tomar el baño.
- Fuente del Zuro. En su entorno existe un área recreativa.
- Fuente la Paciencia. Se le llama así por lo escaso de su caudal, aunque su agua es de gran calidad.

- Fuente del Cañar. En verano es un lugar idóneo para tomar el baño ya que existe una piscina natural.

Existen otras muchas fuentes como son la de los Chorricos, la Masá, la Jarica y la del Cura
- Cueva de Juan Lentejas. En ella se encontraron abundantes restos arqueológicos de época islámica antigua.
- Cueva de Peñalta. Es una versión muy reducida de la sima de Los Judíos (Torrechiva), agradable de visitar y mucho más sencilla de acceder que la primera, pese a todo sigue siendo imprescindible material de espeleología y algunos conocimientos de rappel para descender.

En el término municipal se encuentran otras cavidades o cuevas: Cuevas Largas, de Zailes, de Caminejos, del Al-morzar, de Sabartes, del Morrón...

## Fiestas
- San Antón. Se celebra en enero, aunque el día varía según años. Se bendice a los animales y se reparten rollos bendecidos a todos los vecinos del pueblo. También se hace una hoguera en la plaza y los vecinos se reúnen alrededor de esta.
- San Blas. Se celebra el domingo más próximo al 3 de febrero, con el reparto de congretes.
- Santa Águeda. Tradicionalmente se celebraban disfraces el día de Santa Águeda.
- Fiestas Patronales. En honor de San Roque y Nuestra Sra. de la Asunción. Se celebran de 11 al 17 de agosto. En las fiestas tradicionales se hacen actividades para todos los vecinos y visitantes, como por ejemplo la tradicional y popular exhibición de vaquillas o novillos por las calles, con toro embolado las noches, parques infantiles y fiesta de disfraces para los más pequeños, o orquestas.

## Gastronomía
De entre los platos típicos de esta localidad destacan:
- Fridura. Los ingredientes utilizados son la morcilla de cebolla y arroz, longanizas y otros embutidos en general, costillas y lomo de cerdo.
- Bollo de migas. Típico bollo que se toma como si fuera un pastel acompañado de una copita de anís o mistela. Los ingredientes que se utilizan para su realización son harina, agua, sal, levadura, aceite y azúcar o miel.
- Congretes. Es un panecillo alargado y elaborado a partir de harina, agua, sal y levadura, el cual se adornaba en un extremo con una rama de albahaca, cubierto con azúcar y anises de colores.
- Higas Albardás. Con la harina, agua y levadura se forma una pasta correosa y espesa. Se toman las higas se les quita el pezón y, después de abrirlas por el medio, se rebozan con la pasta friéndolas en aceite hirviendo. Cuando la pasta esta dorada se sacan del aceite y se reboza con azúcar.